# Minty Farm Cemetery
Minty Farm Cemetery is een Britse militaire begraafplaats met gesneuvelden uit de Eerste Wereldoorlog, gelegen in het Belgische dorp Sint-Jan (Ieper). De begraafplaats ligt aan de Hemelrijkstraat op 2,5 km ten zuiden van de markt van Langemark en 2,2 km ten westen van gehucht Sint-Juliaan. De begraafplaats werd ontworpen door William Cowlishaw en wordt onderhouden door de Commonwealth War Graves Commission. Het terrein heeft een onregelmatig grondplan met een oppervlakte van ongeveer 990 m²  en is omgeven door een bakstenen muur. Het Cross of Sacrifice staat centraal tegen de noordoostelijke muur. Vanaf de straat leidt een graspad van 25 m naar de toegang. Er liggen 193 doden begraven.

## Geschiedenis
Tijdens de oorlog bevond zich in de nabijheid een boerderij die waarschijnlijk door een eenheid uit Wiltshire Minty Farm werd genoemd. De Duitsers hadden deze tot een versterking omgebouwd. Nadat de 1/6th (Banff and Donside) Gordon Highlanders de boerderij veroverde tijdens de Derde Slag om Ieper (juli 1917) werd ze als hoofdkwartier voor de Britten ingericht. De begraafplaats werd door gevechtseenheden in oktober 1917 gestart en verder gebruikt tot het Duitse lenteoffensief in april 1918. 
Er liggen 192 Britten (waarvan 6 niet meer geïdentificeerd konden worden) en 1 Duitser begraven.
De begraafplaats werd in 2009 als monument beschermd.

## Onderscheiden militairen
- kapitein Learo Aylmer Henry Hackett en luitenant J. Cordner, allebei officier bij de Royal Irish Rifles, werden onderscheiden met het Military Cross (MC).
- de sergeanten Francis William Simpson en F. Lee, korporaal R. Johnson, artillerist John Stoddart, kanonnier James Edward Cain en de pioniers Leonard Nelson Edwards en Henry Wallace Mardon ontvingen de Military Medal (MM).